# 赤牛岳

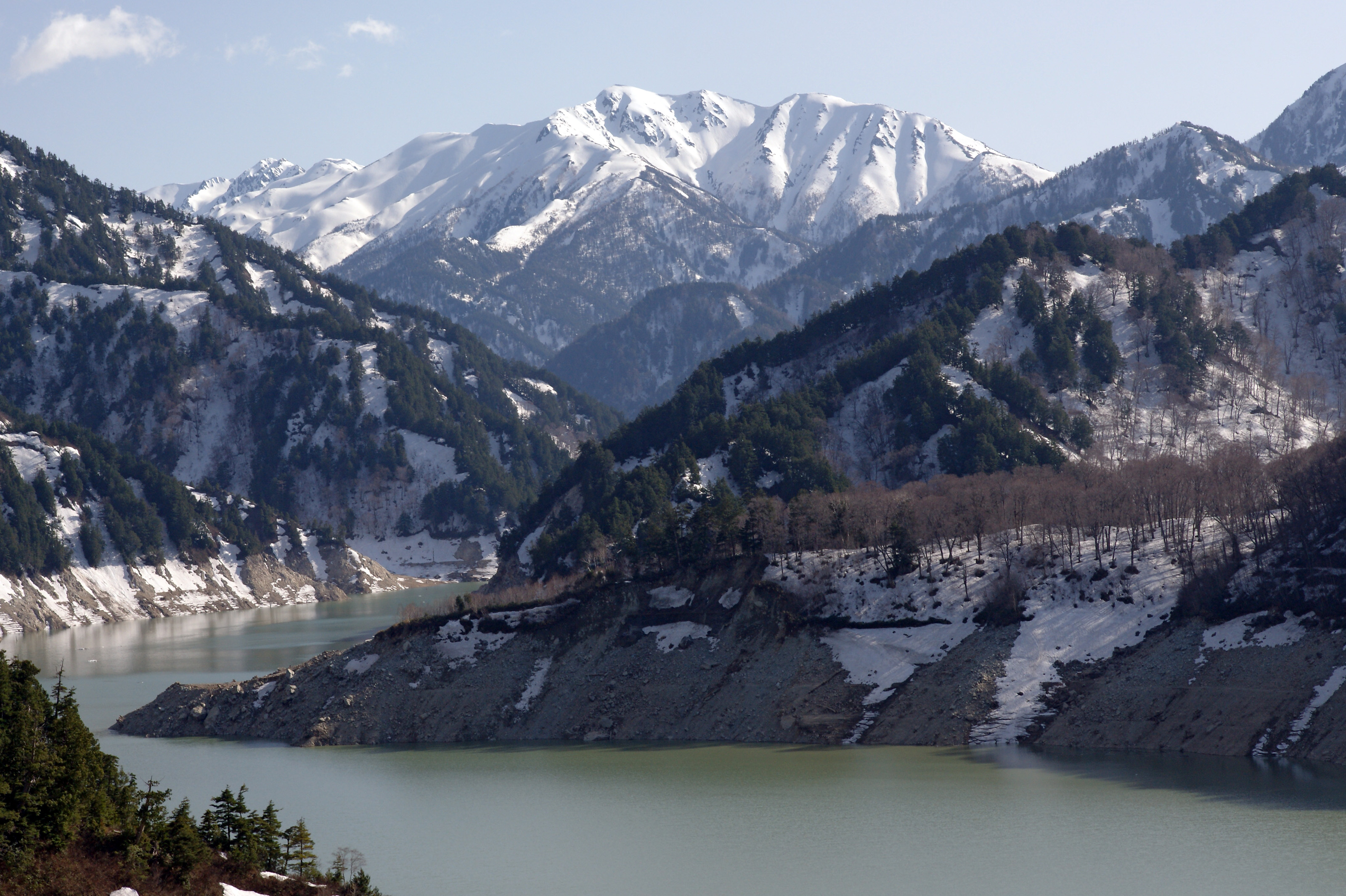
黒部ダムから望む赤牛岳

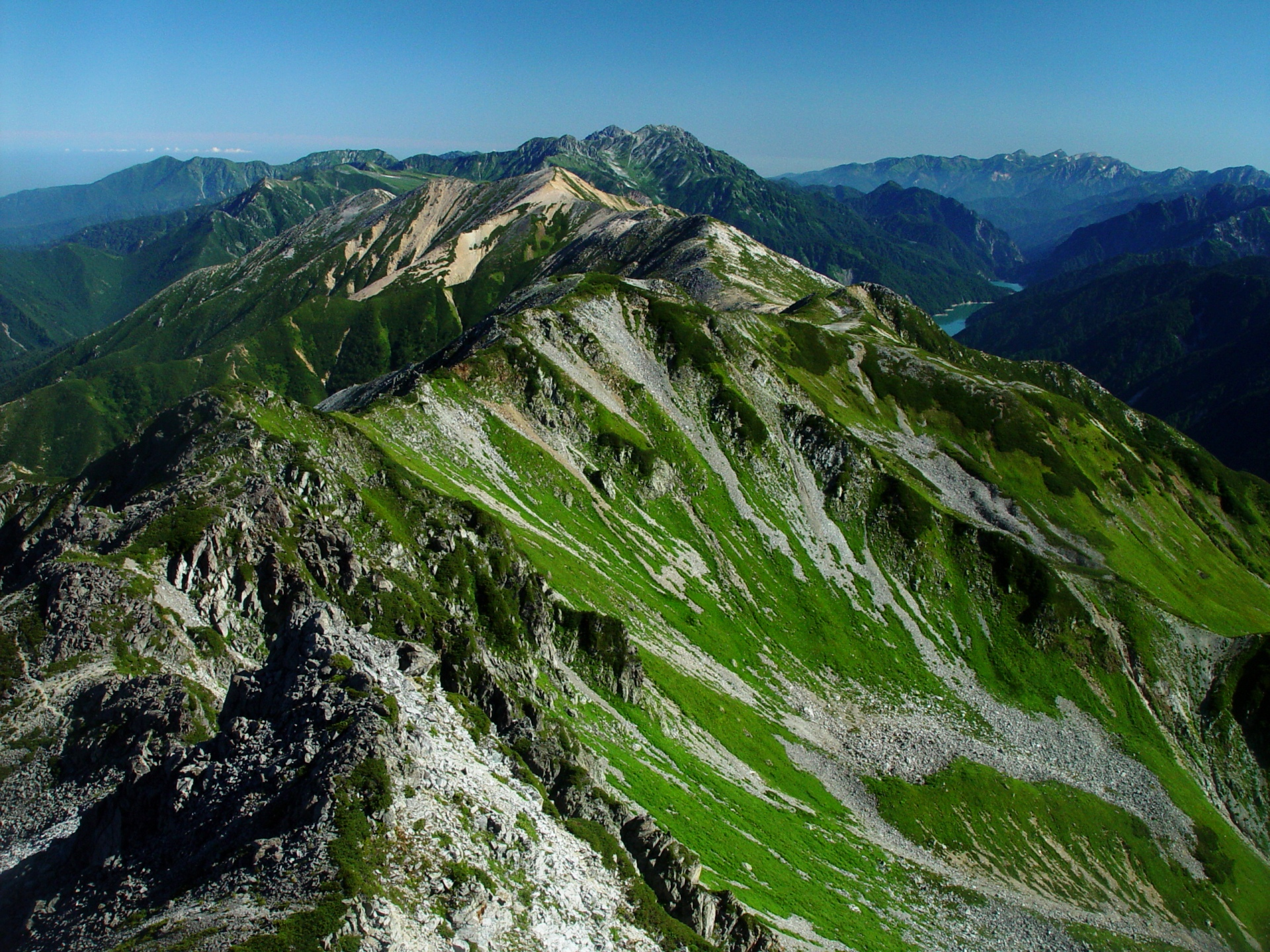
水晶岳から望む赤牛岳

赤牛岳（あかうしだけ）は、飛騨山脈（北アルプス）中部にある標高2,864 mの山。山域は1934年（昭和9年）12月4日に中部山岳国立公園の特別保護地区に指定された。また日本二百名山にも選定されている。
赤茶けた山肌と、牛が寝そべっているような穏やかな山容が山名の由来。「牛」の名を冠する山の中では、当山が最も標高が高い。

## 地理
北アルプス主稜線上の水晶小屋があるピーク（赤岳）から北側に延びる枝尾根上にある水晶岳の北側に位置する。山頂からは、北北東に延びる読売新道の尾根と、北北西の薬師見平方面に延びる尾根がある。山頂は全周を北アルプスの山々に囲まれ、黒部川の上廊下の峡谷をはさんで西に広がる薬師岳の圏谷群などの展望がよい。山体は、花崗岩（高瀬型花崗岩に赤味を帯びた岩）で構成されている。山の上部は森林限界にあるハイマツ帯である。

## 登山

### 登山ルート
南北の稜線上を登山道が通っている。いずれも途中に水場はない。

- 読売新道

読売新聞社が北陸支社開設の記念事業として、地元ガイドなどの協力を得て1961年（昭和36年）10月に開設した登山道。黒部川源流部の黒部川東沢出合にある奥黒部ヒュッテから、当山の北側の尾根上を山頂まで登る。黒部ダムから平の渡しを経由して奥黒部ヒュッテまでと、当山から水晶岳の区間も合わせて読売新道と呼ぶこともある。長大な尾根であり、エスケープルートもないため、体力を要するルートである。東沢出合から当山までの間は、この区間を8分割した場合の位置を示す標識（下から1/8、2/8など）が設置されている。
- 水晶岳方面からのルート

南からは、野口五郎岳 - 水晶小屋 - 鷲羽岳の通称「裏銀座コース」から水晶小屋で分岐し、水晶岳を経て、稜線伝いに山頂に至る。水晶岳 - 当山の間の稜線は二重山稜を形成している。

### 周辺の山
- 水晶岳（黒岳）
- 真砂岳
- 鷲羽岳
- 薬師岳

### 周辺の山小屋
- 奥黒部ヒュッテ
- 高天原山荘
- 水晶小屋

## 源流の河川
当山を源流とする主な河川は以下の通り。いずれも黒部川の支流で、黒部ダムを経て富山湾へ流れる。
- 赤牛沢
- 口元ノタル沢
- 東沢谷

## ギャラリー

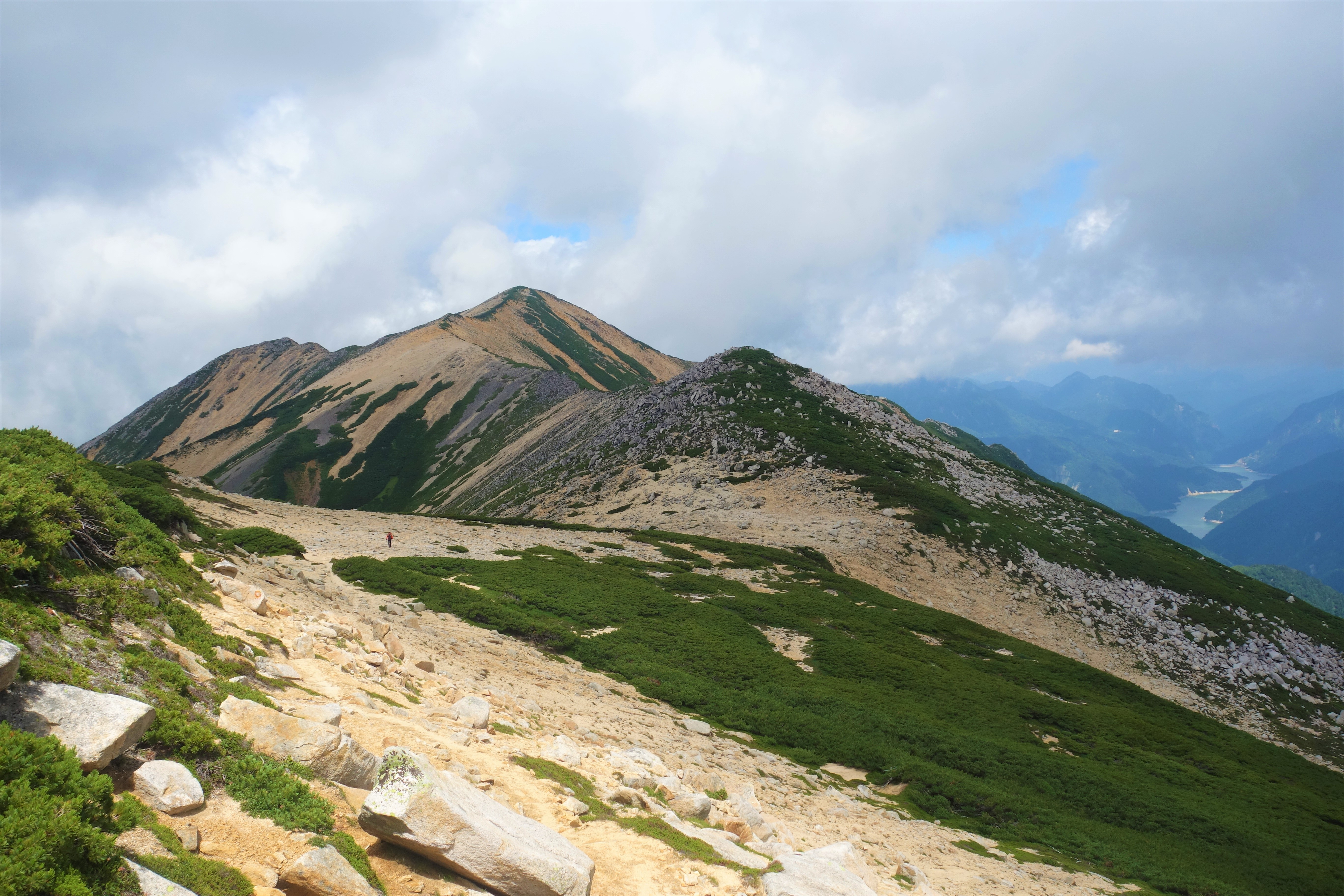
赤牛岳南面にて
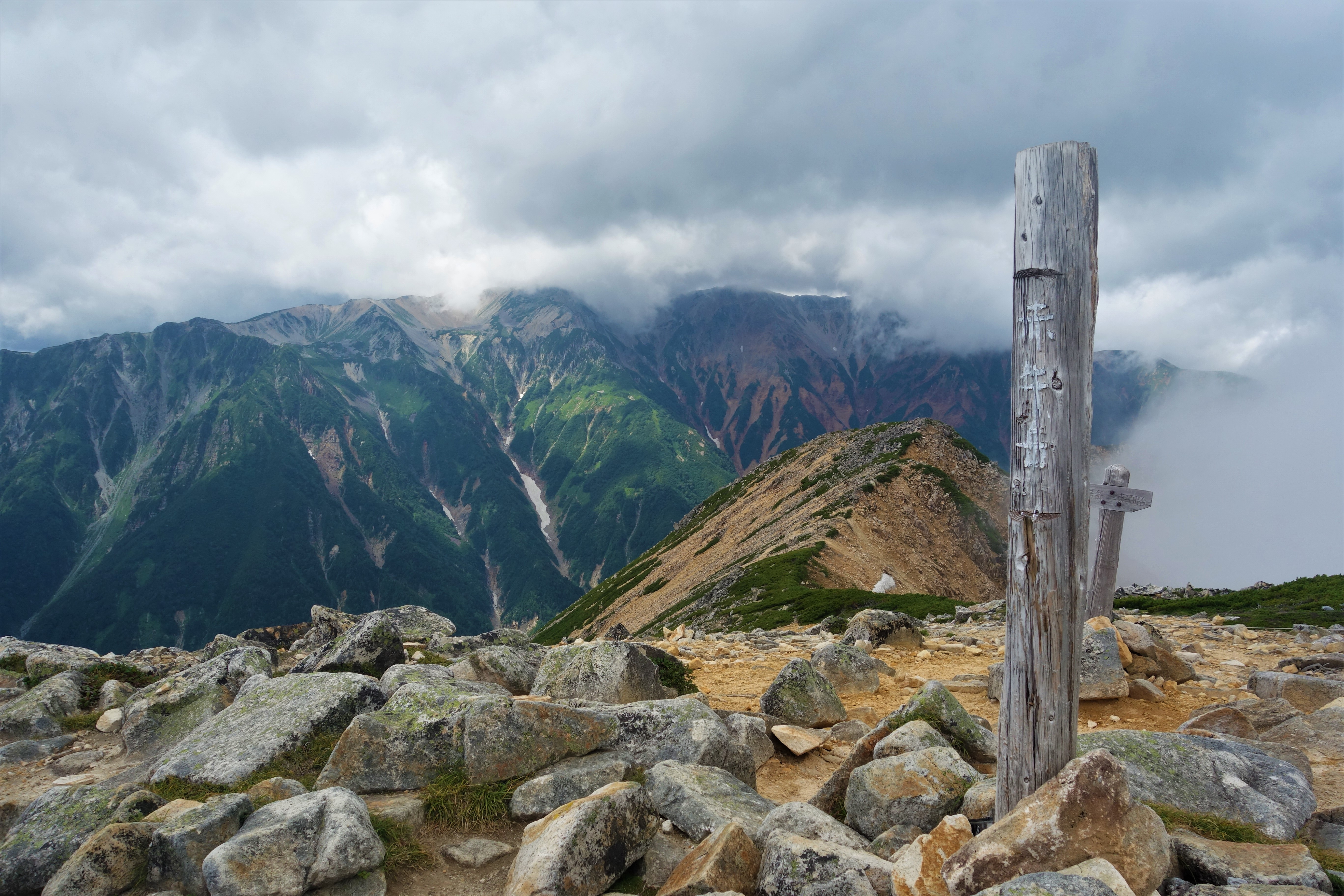
赤牛岳から薬師岳を望む
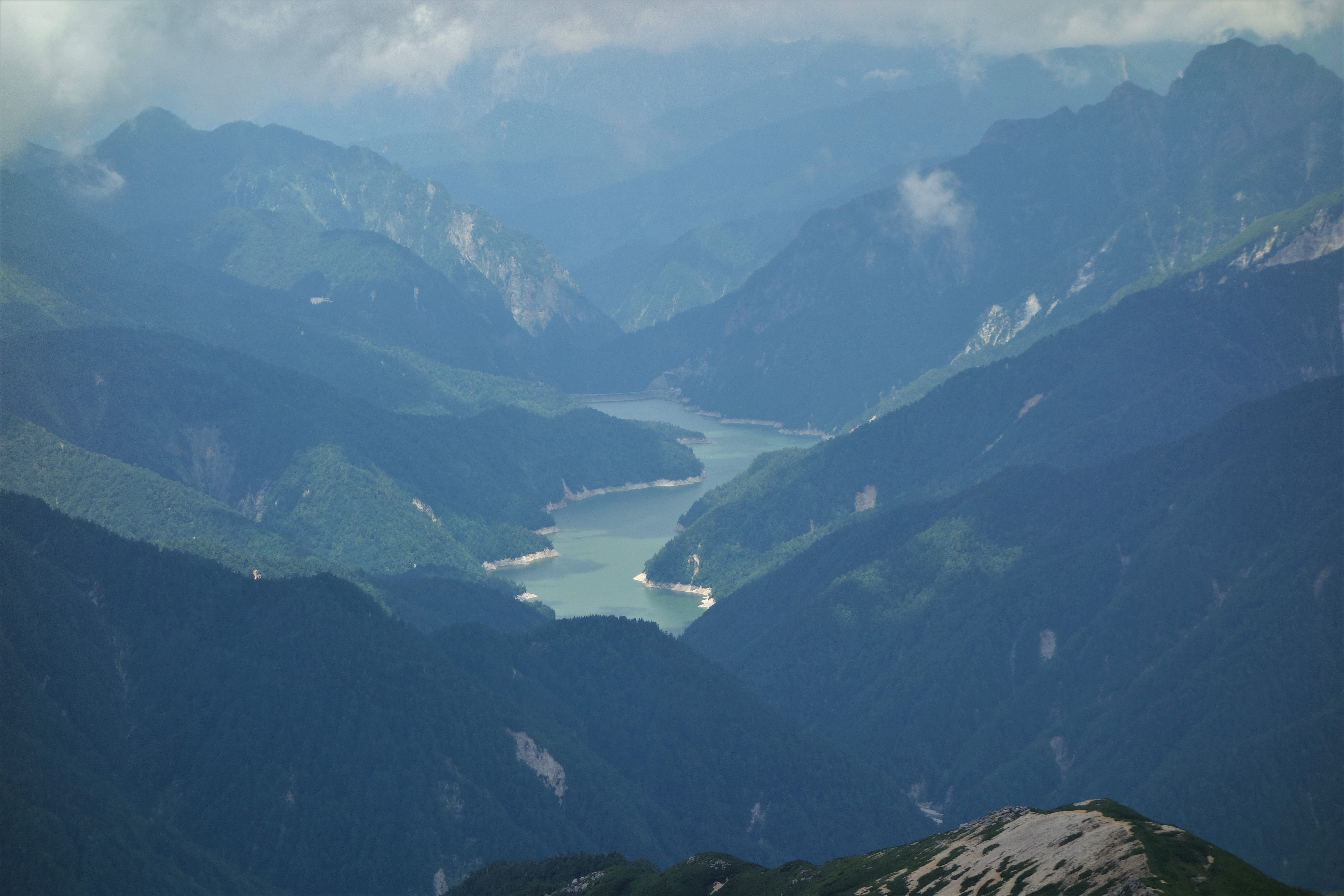
読売新道の奥に黒部ダム
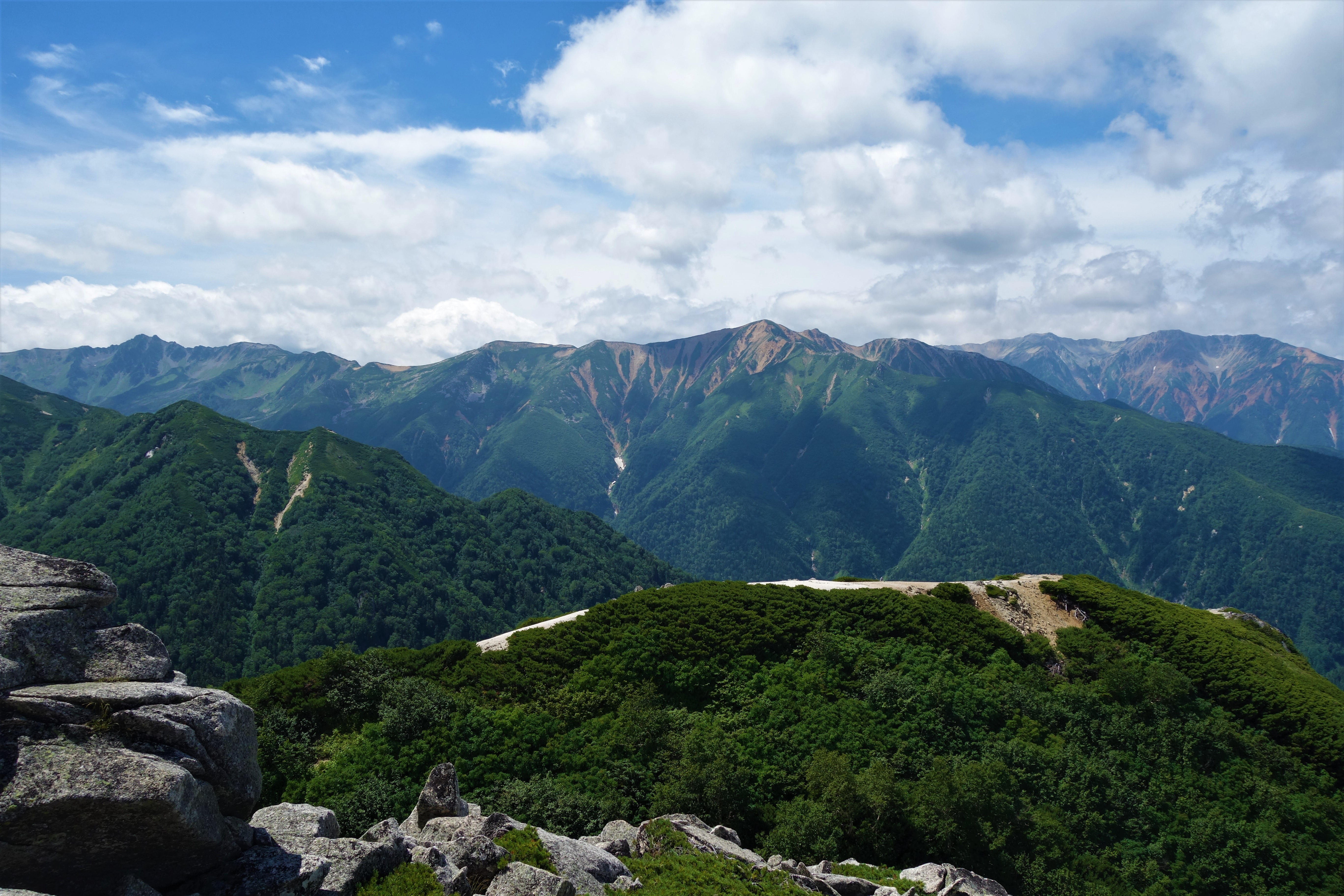
前烏帽子岳から水晶岳、赤牛岳、薬師岳を望む